# 土下座で頼んでみた
『土下座で頼んでみた』（どげざでたのんでみた、英語: I Tried Asking While Kowtowing）は、ふなつかずきによる日本の漫画作品。女の子に対して軽いエッチなお願いを頼み込み、しぶしぶ承諾してもらうことを主軸とする。
2017年4月1日よりふなつのTwitterにて不定期で発表され、2017年12月のコミックマーケット93、2018年8月のコミックマーケット94にてそれぞれ同人誌「学校編」「職業編」が頒布された。
2018年にはKADOKAWAより単行本が、美少女文庫（フランス書院）よりほんじょう山羊によるノベライズが発売されている。また、アダルトビデオ化、アニメ化などのメディアミックスが行われている。
2024年4月よりカドコミにて続編である「もっと土下座で頼んでみた」の連載を開始している。

## 書誌情報

### 同人誌
- ふなつかずき『土下座で頼んでみた〜学校編〜』、2017年12月31日発行[4]
- ふなつかずき『土下座で頼んでみた〜職業編〜』、2018年8月12日発行[5]

### 商業版
- ふなつかずき『土下座で頼んでみた』KADOKAWA〈MFコミックス〉、2018年3月30日発行（同日発売[6]）、ISBN 978-4-04-069692-8
- ふなつかずき『土下座で頼んでみた 職業編』KADOKAWA〈MFコミックス〉、2021年3月29日発行（同日発売[7]）、ISBN 978-4-04-065423-2
- ふなつかずき『もっと土下座で頼んでみた』KADOKAWA〈MFコミックス〉、2025年4月15日発行（同日発売）、ISBN 978-4-04-684705-8

### ライトノベル版
- ほんじょう山羊（著）、ふなつかずき（イラスト）『土下座で（本番まで）頼んでみた』フランス書院〈美少女文庫〉、2018年6月18日発売、ISBN 978-4-8296-6435-3
- ほんじょう山羊（著）、ふなつかずき（イラスト）『異世界でも土下座で（子作りまで）頼んでみた』フランス書院〈美少女文庫〉、2018年11月16日発売、ISBN 978-4-8296-6448-3

## アダルトビデオ
2018年10月13日に無垢よりイメージビデオ『土下座で頼んでみた〜学校編〜』が発売された。

## テレビアニメ
5分枠のショートアニメとして、2020年10月14日から12月30日までAT-Xにて放送された。2021年1月27日には、配信版全12話に加えて、未放送の第13話を収録したBlu-ray Disc「本気で頼んでみた版」（DMPXA-150）が発売された。なお、第13話は同局にて同年1月12日に先行放送された。

### キャスト
- 崖坂みのり、姉歯結亜、思井綾芽 - 小倉唯[13]
- 豊房麗、数寄屋橋累 - 長妻樹里[13]
- 見瀬内花南、塩屋令、エルフさん - 富田美憂[13][11]
- 大阪朱莉、喜屋武珠 - 清水彩香[13]
- 村上小波、油石夏実 - 北守さいか[13]
- ニノセサンノセ - 海田朱音[13]
- 土下座（どげ すわる） - 杉田智和[13]
- 天の声 - 堀江一眞[13]

### スタッフ
- 原作 - ふなつかずき[14]
- 監督・アニマティクスクリエイター - 永居慎平[14]
- コンテ - 鯉川慎平（第04話）
- 演出 - 永居慎平（第01 - 03話、第05話以降）、鯉川慎平（第04話）
- キャラクターデザイン・プロローグ作画監修 - HARIBOTE[14]
- プロローグ作画監督 - 宮本武史
- 色彩設計 - ながさか暁[14]
- 美術担当 - 高薄亜実[14]
- 撮影監督・編集 - 廣瀬光希
- 音響監督 - 大室正勝[14]
- 音楽 - no_my[14]
- 音楽制作 - DMM music[14]
- 音楽プロデューサー - 酒井康平
- プロデューサー - 高篠秀一
- アニメーションプロデューサー - 能地智央、平井憲一
- アニメーション制作 - アドネロ[14]
- 製作 - DMM pictures[14]

### 主題歌
「DOGEZA! Do get that!」
崖坂みのり（小倉唯）、油石夏実（北守さいか）、ニノセサンノセ（海田朱音）、土下座（杉田智和）による「Dogeza 隊」が歌唱する主題歌。作詞は烏屋茶房、作曲・編曲は橘亮祐、篠崎あやと。

### 各話リスト
| 話数   | サブタイトル                   | 作画監督                                                                                   | 総作画監督 | 初放送日        |
| ------ | ------------------------------ | ------------------------------------------------------------------------------------------ | ---------- | --------------- |
| 第01話 | 土下座始めました。             | 永居慎平                                                                                   | 宮本武史   | 2020年 10月14日 |
| 第02話 | 不定方程式                     | -                                                                                          | -          | 10月21日        |
| 第03話 | 大丈夫！履いてませんよ！       | 高橋竜弥                                                                                   | 宮本武史   | 10月28日        |
| 第04話 | ハードボイルド・ドゲザーランド | 鯉川慎平                                                                                   | -          | 11月4日         |
| 第05話 | はい、こんにちはー             | 是空                                                                                       | 宮本武史   | 11月11日        |
| 第06話 | 素直になれなくて               | 永居慎平 プロダクション・フォッシュ 高瀬言                                                 | -          | 11月18日        |
| 第07話 | 見て行って・その・象さん       | 是空                                                                                       | 宮本武史   | 11月25日        |
| 第08話 | 赤ちゃん始めました。           | 是空 プロダクション・フォッシュ 高瀬言                                                     | 宮本武史   | 12月2日         |
| 第09話 | ヘブン・オア・ヘル             | 小澤和則                                                                                   | -          | 12月9日         |
| 第10話 | 進捗どうですか！               | 高橋竜弥                                                                                   | 宮本武史   | 12月16日        |
| 第11話 | 第4類危険物                    | 藍崎灯                                                                                     | 宮本武史   | 12月23日        |
| 第12話 | 妹始められました               | 宮本武史 是空 鯉川慎平 高橋竜弥 藍崎灯 小澤和則 永居慎平 プロダクション・フォッシュ 高瀬言 | 宮本武史   | 12月30日        |
| 第13話 | 異世界転生して土下座始めました | プロダクション・フォッシュ 高瀬言                                                          | 宮本武史   | 2021年 1月12日  |

### 放送局
| 放送期間                  | 放送時間           | 放送局 | 対象地域 | 備考                      |
| ------------------------- | ------------------ | ------ | -------- | ------------------------- |
| 2020年10月14日 - 12月30日 | 水曜 23:05 - 23:10 | AT-X   | 日本全域 | CS放送 / リピート放送あり |

| 配信開始日     | 配信時間                   | 配信サイト |
| -------------- | -------------------------- | --- |
| 2020年10月14日 | 水曜 23:10 更新            | dアニメストア |
| 2020年10月21日 |                            | U-NEXT アニメ放題 ニコニコチャンネル FOD ひかりTV ビデオマーケット music.jp GYAO! Rakuten TV クランクイン！ビデオ |
|                | 水曜 23:30 更新            | バンダイチャンネル                                                                                                |
| 2020年10月22日 | 木曜 0:00（水曜深夜） 更新 | TELASA J:COMオンデマンド milplus                                                                                  |
|                | 木曜 1:00（水曜深夜） 更新 | ABEMA |
|                | 木曜 12:00 更新            | HAPPY!動画 |